# Berliet AR
Der Berliet AR war ein nur als Chassis erhältliches PKW-Modell der Fahrzeugherstellers Berliet in Lyon aus dem Jahre 1914.

## Geschichte und Technik
Das Fahrzeug erhielt seine allgemeine Betriebserlaubnis  durch den örtlich und sachlich zuständigen Inspecteur des Mines im Jahr 1914. Unklar ist, ob die Serienfertigung des Autos anlief oder infolge des Ausbruchs des Ersten Weltkrieges unterblieb. Wenn überhaupt, so endete sie bald, da Fahrzeuge der Oberklasse wie der Berliet AR in Kriegszeiten nicht gebraucht wurden, sondern die Produktion auf LKW zu beschränken war.
Der Vierzylindermotor hatte eine Bohrung von 120 und einen Hub von 140 mm, also einen Hubraum von 6333 cm³. Steuerlich war das Auto mit 36 CV fiscaux eingestuft, die bei 1780/min. abgegebene effektive Leistung ist in den Quellen nicht angegeben.
Das Getriebe hatte vier Vorwärtsgänge und einen Rückwärtsgang. Der Antrieb erfolgte über eine Kardanwelle auf die Hinterachse.